# Amfiprion plamisty
Amfiprion plamisty, błazenek plamisty, błazenek okoniowy (Amphiprion ocellaris) – gatunek ryby morskiej z rodziny garbikowatych (Pomacentridae), zaliczana do błazenków. Często hodowane w akwariach morskich.

## Występowanie
Gatunek ten występuje w wodach Oceanu Indyjskiego oraz Pacyfiku. Żyje w pobliżu raf koralowych i pływa na głębokości do 15 metrów. 

## Wygląd
Błazenki mają jasnopomarańczowe ciało z trzema białymi pasami, z których środkowy ma trójkątny kształt. Te białe pasy mają delikatne czarne obrzeżenie; podobne ale szersze obrzeżenie na płetwach. Maksymalna długość ok. 9–11 cm.
Amfipriony są znane z tego, że żyją w symbiozie z ukwiałami. Ukwiały, które są groźne dla praktycznie wszystkich innych ryb (jego czułki zaopatrzone są w parzydełka, które przy dotknięciu wypuszczają setki mikroskopijnych harpuników z jadem porażającym ofiarę), nie czynią krzywdy błazenkom. Rybki te bezkarnie pływają wśród czułków ukwiała a nawet wpływają (w razie dużego zagrożenia) do jego jamy chłonąco-trawiącej. Do końca na pewno nie wiadomo, dlaczego tak się dzieje, ale najpopularniejsza teoria mówi, że ciało błazenka jest pokryte specjalnym śluzem, który naśladuje składem wydzielinę ukwiała (każdy ukwiał wytwarza specyficzną dla siebie substancję, którą pokryte są jego czułki – po to, aby nie atakowały się nawzajem). Ryba nie od razu jest odporna na ataki ukwiała, najpierw musi wytworzyć śluz identyczny ze śluzem danego osobnika. Nie jest też odporna na porażenie przez inny ukwiał nawet z tego samego gatunku, więc całe swe życie spędza z jednym gospodarzem, rzadko oddalając się od niego na odległość metra. Jeśli rozdzieli się rybę i ukwiał, to po jakimś czasie błazenek przestaje być odporny na jad i musi od początku nabyć tę zdolność.

## Rozmnażanie
Błazenki żyją pojedynczo, parami albo w grupach. W przypadku życia w grupie wspomnieć należy o wewnętrznej hierarchii takiej zbiorowości: składa się ona z dojrzałej płciowo samicy, jej partnera oraz kilku młodych samców, nie rozmnażających się. W przypadku śmierci samicy, jej partner zmienia płeć i zajmuje jej miejsce. Amfipriony są protandrycznymi hermafrodytami, co oznacza, że młode osobniki mają zarówno męskie, jak i żeńskie organy, jednak dojrzały płciowo osobnik najpierw funkcjonuje jako samiec, a później może zmienić płeć na samicę. 
Tarło ma miejsce co 27 dni (jest związane z pełnią księżyca). Para pływa wokół siebie, ryby oczyszczają dno przy podstawie ukwiała, gdzie samica składa do 10 000 (25 000) ziaren ikry, którą opiekuje się samiec (wachluje ją płetwami napędzając natlenioną wodę, usuwa śmieci i martwe ziarna ikry). By znaleźć dobre miejsce na złożenie ikry, ryby mogą nawet nieco przesunąć ukwiał. Narybek lęgnie się po tygodniu.

## Odżywianie
Błazenki odżywiają się głównie planktonem a także resztkami posiłków ukwiała. Czasem też obgryzają martwe czułki ukwiała.

## Symbioza
Symbioza błazenka z ukwiałem przynosi korzyści obu stronom: rybka jest broniona przed drapieżnikami i korzysta z resztek pokarmowych w jamie chłonąco-trawiącej ukwiału. Ten zaś otrzymuje od rybek ochronę przed jedynymi rybami, które zjadają ukwiały (są to ryby ustnikowate, Chaetodontidae), również korzysta z resztek pokarmowych amfiprionów, a nawet z jego odchodów, które zawierają dużo substancji biogennych (czyli minerałów niezbędnych do życia) i są potrzebne glonom, które żyją symbiotycznie w ciele ukwiała. Prócz tego rybka utrzymuje czystość wśród czułków oraz, przez swój ruch, zapewnia dopływ świeżej, natlenionej wody.